# Либан (трудовой лагерь)

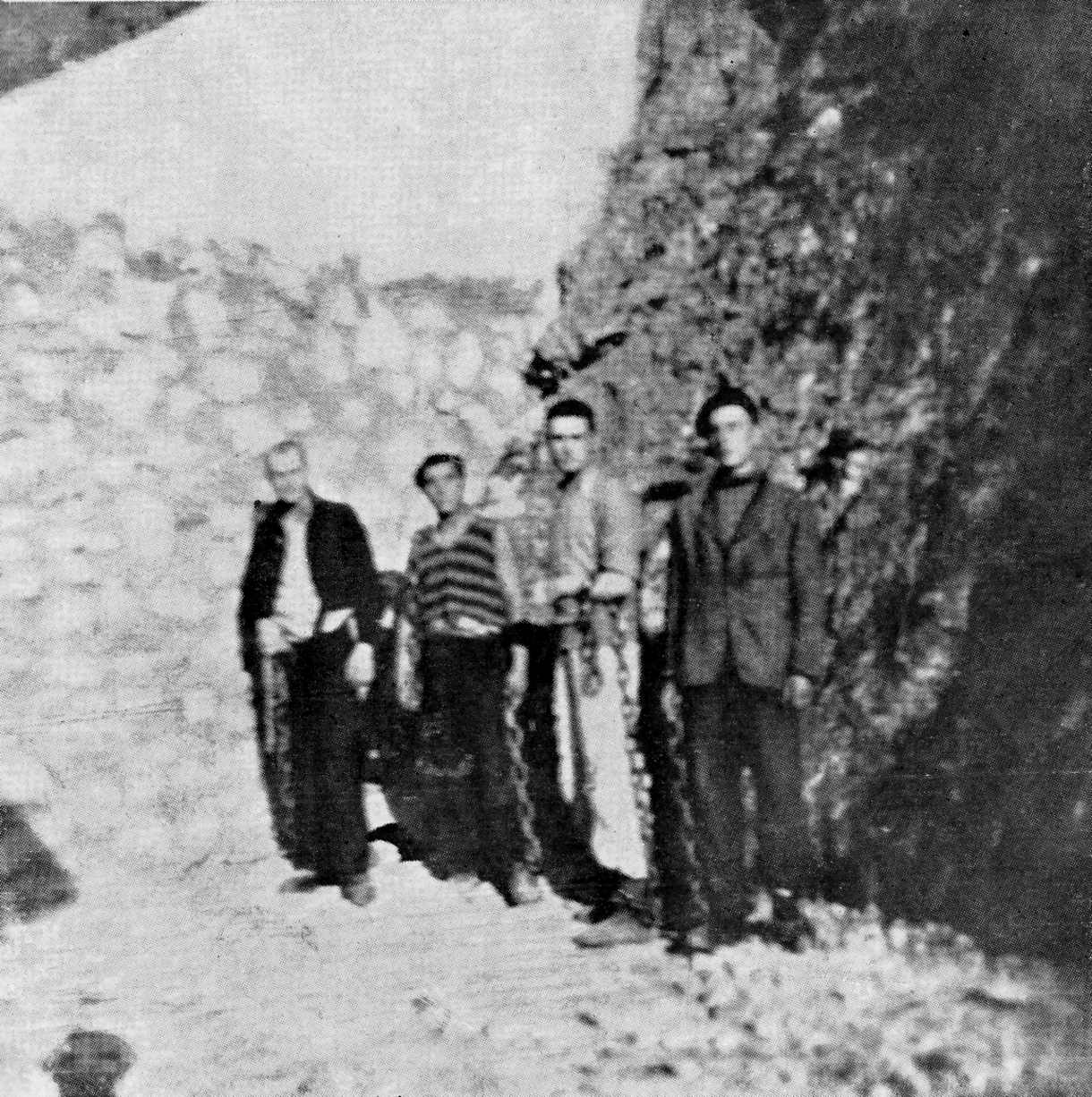
Фотография заключённых в кандалах

Трудовой лагерь «Ли́бан» (пол. Liban) — разговорное наименование бывшего трудового лагеря германской службы Баудинст, который находился возле Кракова на территории каменоломен на холмах под названием Кшемёнки-Подгурские. Лагерь был создан нацистскими оккупационными властями на территории краковского предприятия «Krakowskie Wapienniki i Kamieniołomy Ska Akc.» В довоенное время это предприятие называлось в народе «Либаном» по имени его основателя Бернарда Либана. В настоящее время предприятие не действует и находится в руинах.

## История
Трудовой лагерь был создан 15 апреля 1942 года и просуществовал до 22 июля 1944 года. В это время в трудовом лагере постоянно работало около 400 заключённых. За весь срок через лагерь прошло около 4 тысяч человек, среди которых большей частью были поляки и украинцы. Рабочие трудились в тяжёлых условиях в каменоломнях и при обжиге извести.
Во время ликвидации трудового лагеря в нём находилось около 170 человек, 140 из которых удалось бежать, остальных немцы расстреляли на месте. Расстрелянные были похоронены на месте расстрела. В 1948 году в память о расстрелянных был установлен небольшой памятник.
В 1993 году на территории бывшего лагеря были созданы сценографические реконструкции для фильма «Список Шиндлера», некоторые из которых сохранились до настоящего времени.

## Галерея

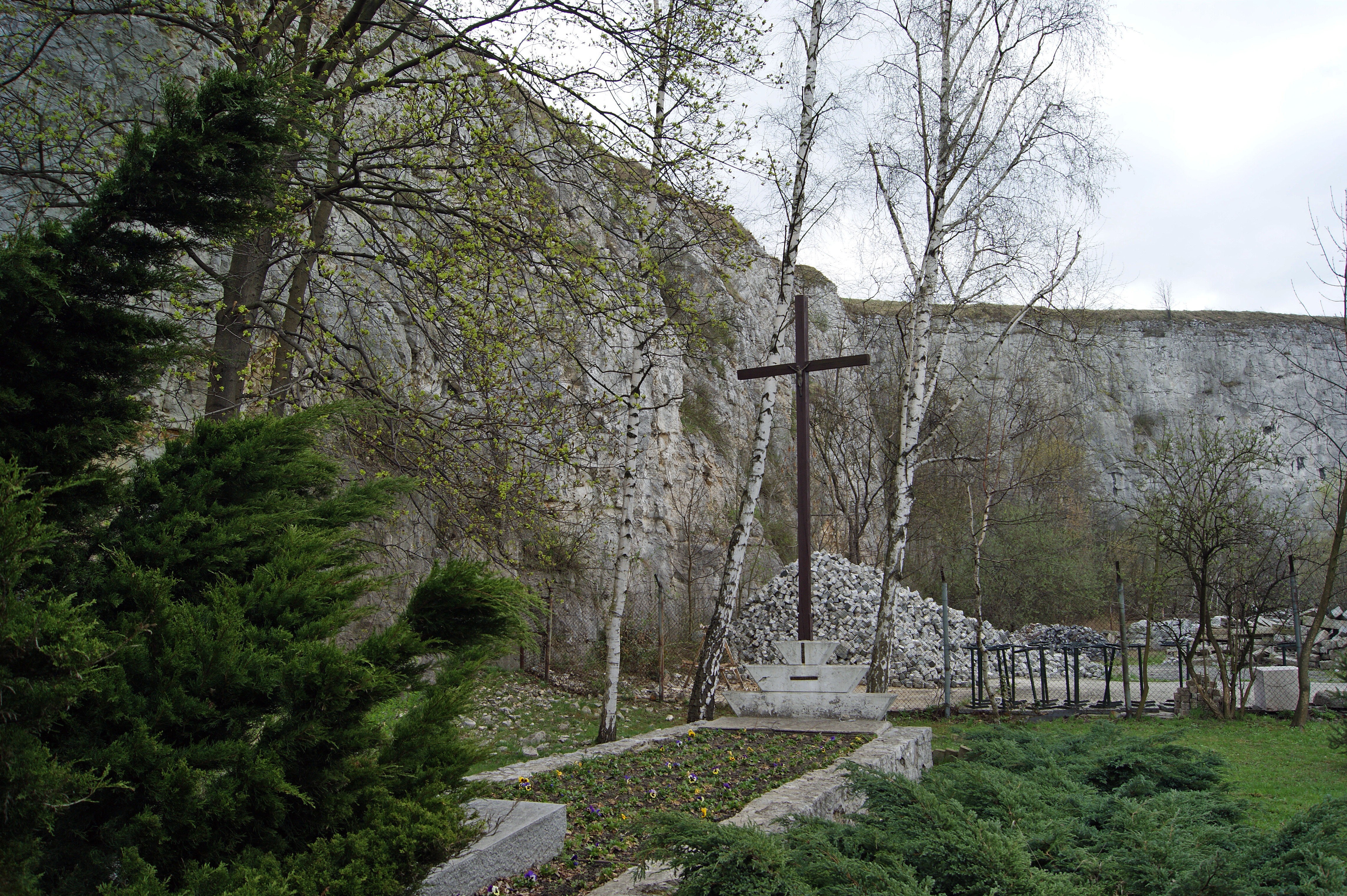
Кладбище расстрелянных
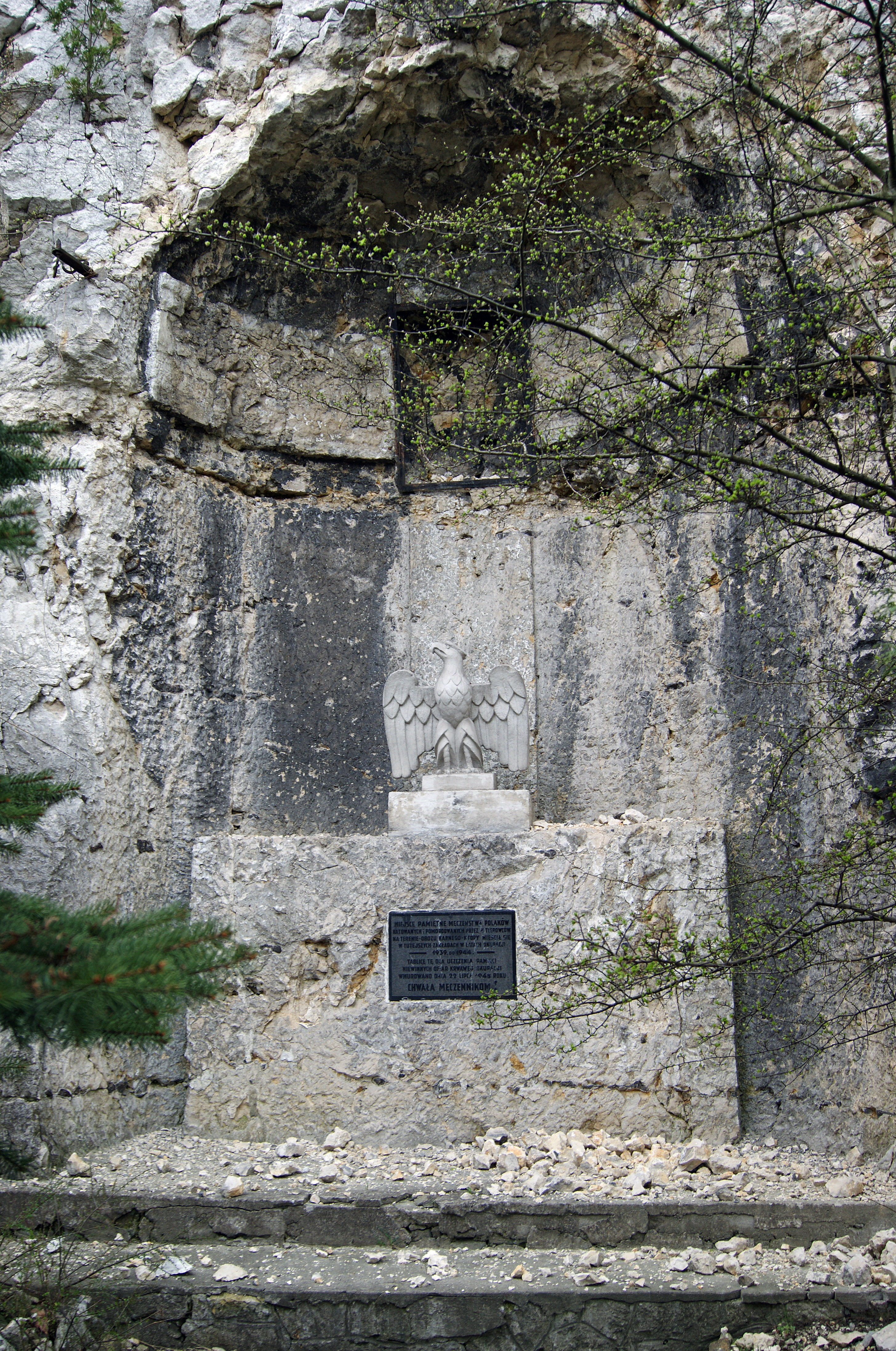
Памятник расстрелянным
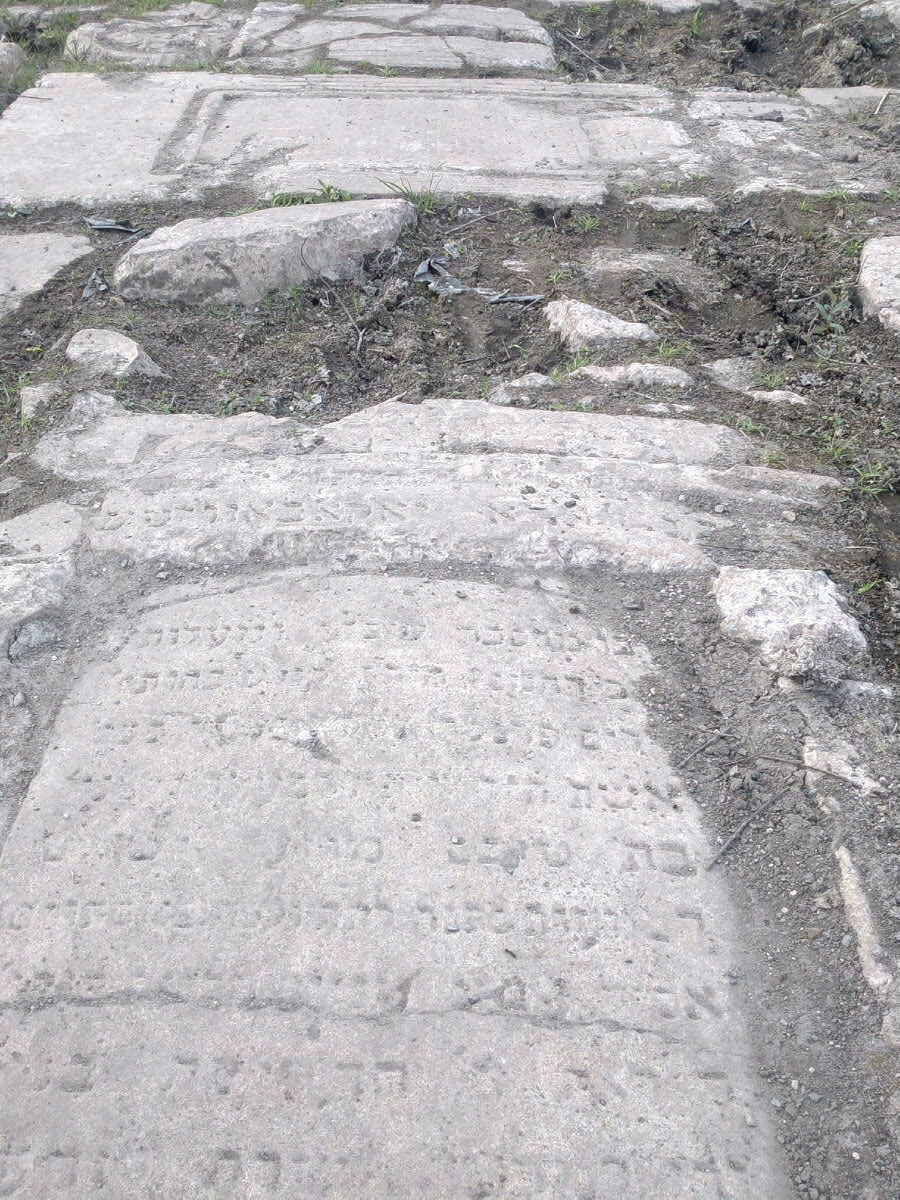
Реконструкция дороги из еврейских надгробий, оставленная после съёмок фильма «Список Шиндлера»